# Desmosoma zenkevitschi
Desmosoma zenkevitschi är en kräftdjursart som beskrevs av Gurjanova 1946. Desmosoma zenkevitschi ingår i släktet Desmosoma och familjen Desmosomatidae. Inga underarter finns listade i Catalogue of Life.